# Ptghunk'
Ptghunk' (armeniska: Ptghunk’) är en ort i Armenien.   Den ligger i provinsen Armavir, i den centrala delen av landet, 13 kilometer väster om huvudstaden Jerevan. Ptghunk' ligger 869 meter över havet och antalet invånare är 1 345.
Terrängen runt Ptghunk' är platt åt sydväst, men åt nordost är den kuperad. Runt Ptghunk' är det mycket tätbefolkat, med 3 757 invånare per kvadratkilometer.. Närmaste större samhälle är Jerevan, 12,9 kilometer öster om Ptghunk'.
Runt Ptghunk' är det i huvudsak tätbebyggt.